# Georg Aloys Schmitt

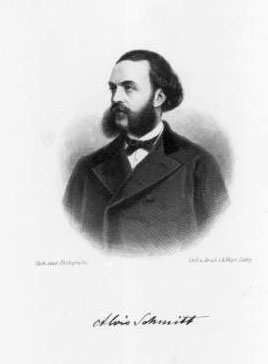
Georg Aloys Schmitt.

Georg Aloys Schmitt, född den 2 februari 1827 i Hannover, död den 15 oktober 1902 i Dresden, var en tysk musiker. Han var son till Aloys Schmitt, bror till Carl Gustav Schmitt och brorson till Jakob Schmitt.
Schmitt företog vidsträckta konsertresor som pianist, verkade 1857–1892 framgångsrikt som hovkapellmästare i Schwerin och blev 1896 styresman för Mozartföreningen i Dresden. Han komponerade operor, orkesterverk, pianostycken, sånger med mera.